# Mau-Meta (Ort, Maquili)
Mau-Meta (Maumeta) ist ein Ort auf der südostasiatischen Insel Atauro, die zu Osttimor gehört. Die Siedlung befindet sich im Zentrum der Aldeia Mau-Meta (Suco Maquili, Gemeinde Atauro) auf einer Meereshöhe von 225 m.
Freitags wird in Mau-Meta ein Markt abgehalten, auf dem Fisch, Ziegen, Gemüse und Hühner verkauft werden. Eine asphaltierte Straße verbindet Mau-Meta mit Biqueli im Norden der Insel.